# Gyptis golikovi
Gyptis golikovi är en ringmaskart som först beskrevs av Averincev 1990. Gyptis golikovi ingår i släktet Gyptis, och familjen Hesionidae. Arten har ej påträffats i Sverige. Inga underarter finns listade i Catalogue of Life.